# إياد السليم
إياد محمد السليم (14 فبراير 1964-)، مهندس نووي وباحث في المجال البيئي والتوثيق العلمي ومصور فوتوغرافي سوري.

## حياته وتعليمه
إياد السليم من منطقة الشيخ بدر التابعة لمحافظة طرطوس السورية، نال الشهادة الثانوية السورية عام 1983، ثم سافر إلى لندن لدراسة الهندسة النووية وتخرج عام 1994، وأيضا نال شهادة بالتصوير الفوتوغرافي من شركة كوداك، لندن عام 1988.

## المهنة
بدأ مسيرته الاحترافية للتصوير بتوقيعه عقد على صوره مع شركة Survival Angelia في لندن عام 1986. وذلك لتوثيق أكبر أرشيف للحياة البرية في سوريا حول العالم. امتلك شركة كاميرا كلاسيك البلغارية لمدة 8 سنوات، حيث تمكن من صناعة كاميرات متطورة تلائم عملية توثيق الحياة البرية.
مع تطور مواقع التواصل الاجتماعي، أنشأ 35 صفحة تعنى بموضوعات الحياة البرية في سوريا بالتفصيل من طيور ونباتات وفطور وحيوانات وزواحف وكهوف وأنهار وبادية وطيور مهاجرة وغير ذلك الكثير.

### الإنجازات
- استكشاف حوالي 130 مغارة وكهف وهوّة في سوريا، وأهمها مغارة جوعيت في منطقة الشيخ بدر، وهي بعمق 3000 آلاف متر، واستغرق استكشافها 6 ساعات من الغوص.
- تصنيف 280 نوعا من الفطر في سوريا، منها ثلاثين نوع غير مصنفة عالميا.
- تصنيف زهرة أوكد المرأة السورية في منطقة الغمقة، طرطوس.
- تحقيق 500 ساعة وثائقية عن الحياة البرية في سوريا.
- مدير فريق ومدرب في مؤسسة الاستكشاف السوري.[3][4]
- حماية الحياة البرية في سوريا.[5]